# Susana de Borbó
Susana de Borbó   (10 de maig de 1491 - Châtellerault, 28 d'abril de 1521) fou duquessa de Borbó i d'Alvèrnia, i comtessa de la Marca, comtessa de Clermont-en-Beauvaisis, de Forès, de Gien, vescomtessa de Carlat i Murat, princesa sobirana de Dombes, senyora (dama) de Beaujeu, etc. de 1503 a 1521.

## Biografia
Era filla de Pere II de Borbó, senyor de Beaujeu, duc de Borbó i d'Alvèrnia, etc., i d'Anna de França, que va ser abans regent del regne durant la minoria del seu germà el rei Carles VIII de França.
Es va casar el 1505 amb el seu cosí Carles III de Borbó (1490 † 1527), comte de Montpensier i conestable de França, i van tenir a:
- Francesc comte de Clermont (1517 † 1518).
- Dos bessons, nascuts i morts el 1518.

Va morir el 1521; va ser inhumada a la capella nova del priorat clunisenc de Souvigny, prop del seu pare Pere II de Borbó.

## Una successió discutida
La seva mort va obrir la qüestió de la successió del ducat de Borbó i dels seus altres dominis, ja que segons el tractat de 1400 (o 1401) signat pel duc Lluís II de Borbó, les nombroses possessions dels ducs havien de ser tornades a la corona, en cas d'absència d'hereu mascle. Dues persones van reivindicar la successió:
- El seu marit, el conestable de Borbó, en tant que cap de la casa de Borbó, branca de Montpensier.
- La seva cosina, Lluïsa de Savoia, mare de Francesc I de França, en tant que la més gran dels descendents de Carles I de Borbó.

La disputa va ser fallada a favor de Lluïsa de Savoia en el transcurs d'un procés inic (Susana havia pres la cura de designar el seu espòs com a hereu universal per testament, però això no va ser acceptat pels jutges sotmesos a la pressió del rei, que desitjava recuperar els immensos territoris dels ducs) i el conestable de Borbó, furiós, es va rebel·lar contra Francesc I i es va unir al seu enemic jurat, Carles V del Sacre Imperi Romanogermànic. Les possessions dels Borbons foren confiscades (1523).

### Genealogia simplificada
|                                                     |                                                     |                                                     |                                                     |                                                     |                                                     |                       |                       |                                       |                                       | Joan I duc de Borbó                   |                                       |                                       |                                       |  |  |                              |                              |                              |                              |                              |                              |  |  |  |  |  |  |  |  |  |  |  |  |  |  |  |  |  |  |  |  |
|                                                     |                                                     |                                                     |                                                     |                                                     |                                                     |                       |                       |                                       |                                       |                                       |                                       |                                       |                                       |  |  |                              |                              |                              |                              |                              |                              |  |  |  |  |  |  |  |  |  |  |  |  |  |  |  |  |  |  |  |  |
|                                                     |                                                     |                                                     |                                                     |                                                     |                                                     |                       |                       |                                       |                                       |                                       |                                       |                                       |                                       |  |  |                              |                              |                              |                              |                              |                              |  |  |  |  |  |  |  |  |  |  |  |  |  |  |  |  |  |  |  |  |
|                                                     |                                                     |                                                     |                                                     | Carles I duc de Borbó                               | Carles I duc de Borbó                               | Carles I duc de Borbó | Carles I duc de Borbó | Carles I duc de Borbó                 | Carles I duc de Borbó                 |                                       |                                       |                                       |                                       |  |  | Lluís I comte de Montpensier | Lluís I comte de Montpensier | Lluís I comte de Montpensier | Lluís I comte de Montpensier | Lluís I comte de Montpensier | Lluís I comte de Montpensier |  |  |  |  |  |  |  |  |  |  |  |  |  |  |  |  |  |  |  |  |
|                                                     |                                                     |                                                     |                                                     | Carles I duc de Borbó                               | Carles I duc de Borbó                               | Carles I duc de Borbó | Carles I duc de Borbó | Carles I duc de Borbó                 | Carles I duc de Borbó                 |                                       |                                       |                                       |                                       |  |  | Lluís I comte de Montpensier | Lluís I comte de Montpensier | Lluís I comte de Montpensier | Lluís I comte de Montpensier | Lluís I comte de Montpensier | Lluís I comte de Montpensier |  |  |  |  |  |  |  |  |  |  |  |  |  |  |  |  |  |  |  |  |
|                                                     |                                                     |                                                     |                                                     |                                                     |                                                     |                       |                       |                                       |                                       |                                       |                                       |                                       |                                       |  |  |                              |                              |                              |                              |                              |                              |  |  |  |  |  |  |  |  |  |  |  |  |  |  |  |  |  |  |  |  |
| Margarida X Felip II duc de Savoia                  | Margarida X Felip II duc de Savoia                  | Margarida X Felip II duc de Savoia                  | Margarida X Felip II duc de Savoia                  | Margarida X Felip II duc de Savoia                  | Margarida X Felip II duc de Savoia                  |                       |                       | Pere II duc de Borbó X Anna de França | Pere II duc de Borbó X Anna de França | Pere II duc de Borbó X Anna de França | Pere II duc de Borbó X Anna de França | Pere II duc de Borbó X Anna de França | Pere II duc de Borbó X Anna de França |  |  | Gilbert comte de Montpensier | Gilbert comte de Montpensier | Gilbert comte de Montpensier | Gilbert comte de Montpensier | Gilbert comte de Montpensier | Gilbert comte de Montpensier |  |  |  |  |  |  |  |  |  |  |  |  |  |  |  |  |  |  |  |  |
| Margarida X Felip II duc de Savoia                  | Margarida X Felip II duc de Savoia                  | Margarida X Felip II duc de Savoia                  | Margarida X Felip II duc de Savoia                  | Margarida X Felip II duc de Savoia                  | Margarida X Felip II duc de Savoia                  |                       |                       | Pere II duc de Borbó X Anna de França | Pere II duc de Borbó X Anna de França | Pere II duc de Borbó X Anna de França | Pere II duc de Borbó X Anna de França | Pere II duc de Borbó X Anna de França | Pere II duc de Borbó X Anna de França |  |  | Gilbert comte de Montpensier | Gilbert comte de Montpensier | Gilbert comte de Montpensier | Gilbert comte de Montpensier | Gilbert comte de Montpensier | Gilbert comte de Montpensier |  |  |  |  |  |  |  |  |  |  |  |  |  |  |  |  |  |  |  |  |
| Lluïsa de Savoia X Carles d'Orleans duc d'Angoulema | Lluïsa de Savoia X Carles d'Orleans duc d'Angoulema | Lluïsa de Savoia X Carles d'Orleans duc d'Angoulema | Lluïsa de Savoia X Carles d'Orleans duc d'Angoulema | Lluïsa de Savoia X Carles d'Orleans duc d'Angoulema | Lluïsa de Savoia X Carles d'Orleans duc d'Angoulema |                       |                       | Susana duquessa de Borbó              | Susana duquessa de Borbó              | Susana duquessa de Borbó              | Susana duquessa de Borbó              | Susana duquessa de Borbó              | Susana duquessa de Borbó              |  |  | Carles III duc de Borbó      | Carles III duc de Borbó      | Carles III duc de Borbó      | Carles III duc de Borbó      | Carles III duc de Borbó      | Carles III duc de Borbó      |  |  |  |  |  |  |  |  |  |  |  |  |  |  |  |  |  |  |  |  |
| Lluïsa de Savoia X Carles d'Orleans duc d'Angoulema | Lluïsa de Savoia X Carles d'Orleans duc d'Angoulema | Lluïsa de Savoia X Carles d'Orleans duc d'Angoulema | Lluïsa de Savoia X Carles d'Orleans duc d'Angoulema | Lluïsa de Savoia X Carles d'Orleans duc d'Angoulema | Lluïsa de Savoia X Carles d'Orleans duc d'Angoulema |                       |                       | Susana duquessa de Borbó              | Susana duquessa de Borbó              | Susana duquessa de Borbó              | Susana duquessa de Borbó              | Susana duquessa de Borbó              | Susana duquessa de Borbó              |  |  | Carles III duc de Borbó      | Carles III duc de Borbó      | Carles III duc de Borbó      | Carles III duc de Borbó      | Carles III duc de Borbó      | Carles III duc de Borbó      |  |  |  |  |  |  |  |  |  |  |  |  |  |  |  |  |  |  |  |  |
|                                                     |                                                     |                                                     |                                                     |                                                     |                                                     |                       |                       |                                       |                                       |                                       |                                       |                                       |                                       |  |  |                              |                              |                              |                              |                              |                              |  |  |  |  |  |  |  |  |  |  |  |  |  |  |  |  |  |  |  |  |
| Francesc I rei de França                            |                                                     |                                                     |                                                     |                                                     |                                                     |                       |                       |                                       |                                       |                                       |                                       |                                       |                                       |  |  |                              |                              |                              |                              |                              |                              |  |  |  |  |  |  |  |  |  |  |  |  |  |  |  |  |  |  |  |  |